# Naters
Naters (gsw. Natersch) – miejscowość i gmina (Politische Gemeinde) w południowej Szwajcarii, w kantonie Valais, w okręgu (Bezirk) Brig. Leży nad Rodanem. 1 stycznia 2013 do gminy przyłączono gminy Birgisch i Mund.

## Demografia
W Naters mieszka 10 484 osób. W 2022 roku 17,2% populacji gminy stanowiły osoby urodzone poza Szwajcarią. 

## Transport
Przez teren gminy przebiega droga główna nr 19.